# السلطة القضائية في صوماليلاند
السلطة القضائية في أرض الصومال هي الفرع القضائي لحكومة صوماليلاند .
بموجب دستور 1997 ، السلطة القضائية هي المسؤولة عن الإشراف على القانون وتفسيره. وهي تتألف من المحاكم الوطنية والمقاطعات وكذلك النائب العام ونوابه.
مزيج من عدد من التقاليد القانونية المنفصلة، يعتمد النظام القانوني في أرض الصومال في المقام الأول على الشريعة الإسلامية التقليدية. على الرغم من عدم وجود محاكم الشريعية رسمية في أرض الصومال، إلا أن محاكم الولاية تؤيد الشريعة. بالإضافة إلى الشريعة، تستخدم محاكم أرض الصومال أيضًا شكلاً من أشكال القانون الاستعماري البريطاني والقانون العام التقليدي.

## تاريخ النظام القانوني

### ما قبل الاستعمار
قبل الاستعمار، كانت الأرض التي هي الآن صوماليلاند تعتمد على حير ، أو القانون القبلي التقليدي. تم تطبيق هذا القانون من قبل شيوخ العشائر بالإضافة إلى الشريعة التي يطبقها علماء الإسلام.

### الاستعمار البريطاني (1884 - الحرب العالمية الثانية)
بعد أن استلم المستعمرون البريطانيون رسميًا السيطرة على صوماليلاند من مصر في عام 1884 ، أدخلوا قانونًا بريطانيًا عامًا يستند إلى النظام القانوني الذي طبقوه في الهند الاستعمارية.

### كجزء من الصومال (1960-1991)
بعد انضمامها إلى أرض الصومال الإيطالية السابقة في عام 1960 لإنشاء دولة الصومال الجديدة، لم يكن لأرض الصومال نظامها القانوني المستقل حتى استقلالها. على الرغم من ذلك، ظلت المحاكم الأدنى في منطقة صوماليلاند تستخدم القانون الاستعماري البريطاني حتى عام 1977.

### بعد الاستقلال (1991 - اليوم)
بعد إعلان صوماليلاند استقلالها عن الصومال في عام 1991 ، حُكمت المحاكم لفترة قصيرة باستخدام الممارسات الإيطالية حتى أدى القتال في بوراما إلى توقف كل التقدم. من عام 1993 إلى عام 1997 ، نص ميثاق بوراما على تشكيل سلطة قضائية مستقلة حديثًا استخدمت قوانين ما قبل عام 1969. منذ التصديق على دستور صوماليلاند في عام 1997 ، تألف النظام القانوني من مزيج من ثلاثة أطر قانونية، مع تطبيق القضاة بدلاً من ذلك الشريعة والقانون الاستعماري البريطاني و xeer .

## هيكلية المحاكم
المستويات الخمسة للمحاكم في صوماليلاند هي: المحكمة العليا، ومحاكم الاستئناف للمناطق، والمحاكم الإقليمية، ومحاكم المقاطعات، ومحاكم القوات المسلحة الوطنية.

### المحكمة العليا
المحكمة العليا في أرض الصومال هي أعلى محكمة قضائية وتتكون من رئيس القضاة وأربعة قضاة مساعدين آخرين على الأقل. تعمل المحكمة العليا بثلاث وظائف مختلفة. أولاً، هي محكمة الاستئناف النهائية، وبالتالي يمكنها الاستماع إلى القضايا المحالة إليها من قبل المحاكم الدنيا فيما يتعلق بجميع قضايا القانون الجنائي أو المدني. وبهذه الصفة، فإنه يعالج أيضًا المخاوف المتعلقة بصحة الانتخابات الوطنية. ثانيًا، تعمل كمحكمة دستورية، وتتناول قضايا تفسير الدستور وتطبيقه. أخيرًا، في قضايا الإقالة المرفوعة ضد وزراء الحكومة، تعمل كمحكمة العدل العليا، وتشرف على المحاكمة وتدعو إلى عزل الوزراء إذا ثبتت إدانتهم. تتكون محكمة العدل العليا من خمسة أعضاء من المحكمة العليا وأربعة أعضاء إضافيين يختار كل منهم عضوين من مجلسي البرلمان. إن عملية عزل الرئيس أو نائب الرئيس، بينما يشرف عليها رئيس القضاة، تدار من قبل البرلمان بدلاً من المحكمة العليا نفسها.
| اسم               | في المكتب                 | عين بواسطة   | ملاحظات                                                                                              |
| ----------------- | ------------------------- | ------------ | --- |
| محمد حرسي اسماعيل | ؟ - يونيو 2011            | ؟            | أقاله الرئيس أحمد محمد محمود سيلانيو                                                                 |
| يوسف إسماعيل علي  | 2011 - أبريل 2015         | الرئيس محمود | أقاله الرئيس محمود بعد أن أمر علي بالقبض على جليد أحمد جامع، رئيس مفوضية حقوق الإنسان في أرض الصومال |
| عدن حاج علي أحمد  | يونيو 2015 - شاغل الوظيفة | الرئيس محمود | |
| المصادر:          |                           |              | |

### المحاكم المدنية الدنيا
تدار جميع محاكم الاستئناف الإقليمية والإقليمية والمقاطعات من قبل اللجنة القضائية وتتعامل مع جميع أساليب القانون المدني والجنائي.

### محاكم القوات المسلحة الوطنية
تنظر محاكم القوات المسلحة الوطنية في القضايا الجنائية المرفوعة ضد أفراد القوات المسلحة أثناء السلم أو الحرب.

## الهيئة القضائية
كما نص الدستور على تشكيل لجنة قضائية (تسمى أحيانًا مجلس القضاء الأعلى) ، وهي منظمة مكلفة بالإشراف على المحاكم المدنية الأدنى في صوماليلاند. هذه الهيئة مسؤولة عن ترقية أو إقالة قضاة المحاكم الدنيا وكذلك نواب المدعي العام.
| عنوان                                  | مرتبة | ملاحظات            |
| -------------------------------------- | ----- | ------------------ |
| رئيس المحكمة العليا                    | رئيس  |                    |
| أكبر اثنين من كبار قضاة المحكمة العليا | أفراد |                    |
| مدعي عام                               | عضو   |                    |
| مدير وزارة العدل                       | عضو   |                    |
| رئيس ديوان الخدمة المدنية              | عضو   |                    |
| ذهني                                   | عضو   | يرشحها مجلس النواب |
| رجل أعمال                              | عضو   | يرشحها مجلس النواب |
| شخص مطلع على التقاليد                  | عضو   | رشحه بيت الحكماء   |
| عالم ديني                              | عضو   | رشحه بيت الحكماء   |
| المصدر:                                |       |                    |

## مدعي عام
يتم تعيين المدعي العام لأرض الصومال من قبل الرئيس ويوافق عليه مجلس النواب. بالإضافة إلى إدارة العدالة وتسهيلها على نطاق واسع في جميع أنحاء أرض الصومال، فإن المدعي العام مسؤول عن توجيه اتهامات ضد أعضاء السلطة القضائية لعزلهم، ومقاضاة المشرعين الوطنيين المتهمين بارتكاب جرائم، وتوجيه التهم ضد وزراء الحكومة.

## النقد ومحاولات الإصلاح
وُجه الكثير من الانتقادات إلى القضاء في أرض الصومال، لا سيما بسبب عدم كفاءته وتطبيقه غير المتكافئ للقانون. بالإضافة إلى ذلك، يُنظر إلى السلطة القضائية على أنها خاضعة لهيمنة شديدة من قبل قوى خارجية، بما في ذلك السلطتان التنفيذية والتشريعية. أحد الأمثلة على ذلك هو سلطة الرئيس في إقالة قضاة المحكمة العليا دون أي سبب تقريبًا، وهي السلطة التي استخدمها الرئيس محمود في عام 2011 عندما أقال ثمانية قضاة في المحكمة العليا. وفقًا لدراسة أجريت عام 2016 حول حالة القضاء في أرض الصومال، كان من بين الأسباب الرئيسية لعدم كفاءة القضاء وعدم استقلاليته نقص التمويل، وتعدد القوانين المتضاربة المتعلقة بالقضاء، وعدم وضوح دور القضاء على النحو المحدد في دستور. قانون تنظيم السلطة القضائية، وهو أحدث محاولة جوهرية للإصلاح القضائي، تم إقراره في شكلين مختلفين في كل من عامي 2003 و 2008 ، وبما أن كلا مجلسي البرلمان صدق عليهما تقنيًا ووافق عليهما الرئيس، لا يزال يحكم النظام القضائي اليوم. تحتوي هذه القوانين على العديد من الأقسام المتناقضة أو غير الواضحة، وعلى الرغم من وجود قانون ثالث يهدف إلى توحيد القانونين السابقين قيد الكتابة حاليًا، إلا أنه لم يتم وضعه في القانون بعد.
ومع ذلك، كانت هناك محاولات عديدة للإصلاح، لا سيما منذ تعيين رئيس القضاة الإصلاحي عدن حاج علي أحمد عام 2015. في الفترة من 2012 إلى 2016 ، نفذت وزارة العدل في أرض الصومال برنامجًا تدريبيًا مدته أربع سنوات لتدريب خريجي كليات الحقوق على الالتحاق بالقضاء. بالإضافة إلى ذلك، كان هناك العديد من المنظمات غير الحكومية التي أصدرت تقارير حول الإصلاح واقترحت أفكارًا حول كيفية تحسين النظام القضائي.